# Escut de Sant Guim de la Plana
L'escut oficial de Sant Guim de la Plana té el següent blasonament:
Escut caironat: d'or, vuit rodelles de sable, una abismada i set en orla rodona. Per timbre una corona mural de poble.
Va ser aprovat el 16 de juny de 1983 i publicat al DOGC el 27 de juliol del mateix any amb el número 348. Les vuit rodelles de sable sobre camper d'or ón les armes dels Sacirera, senyors del poble.